# Paune
Paune (en serbe cyrillique : Пауне) est un village de Serbie situé sur le territoire de la Ville de Valjevo, district de Kolubara. Au recensement de 2011, il comptait 509 habitants.

## Histoire

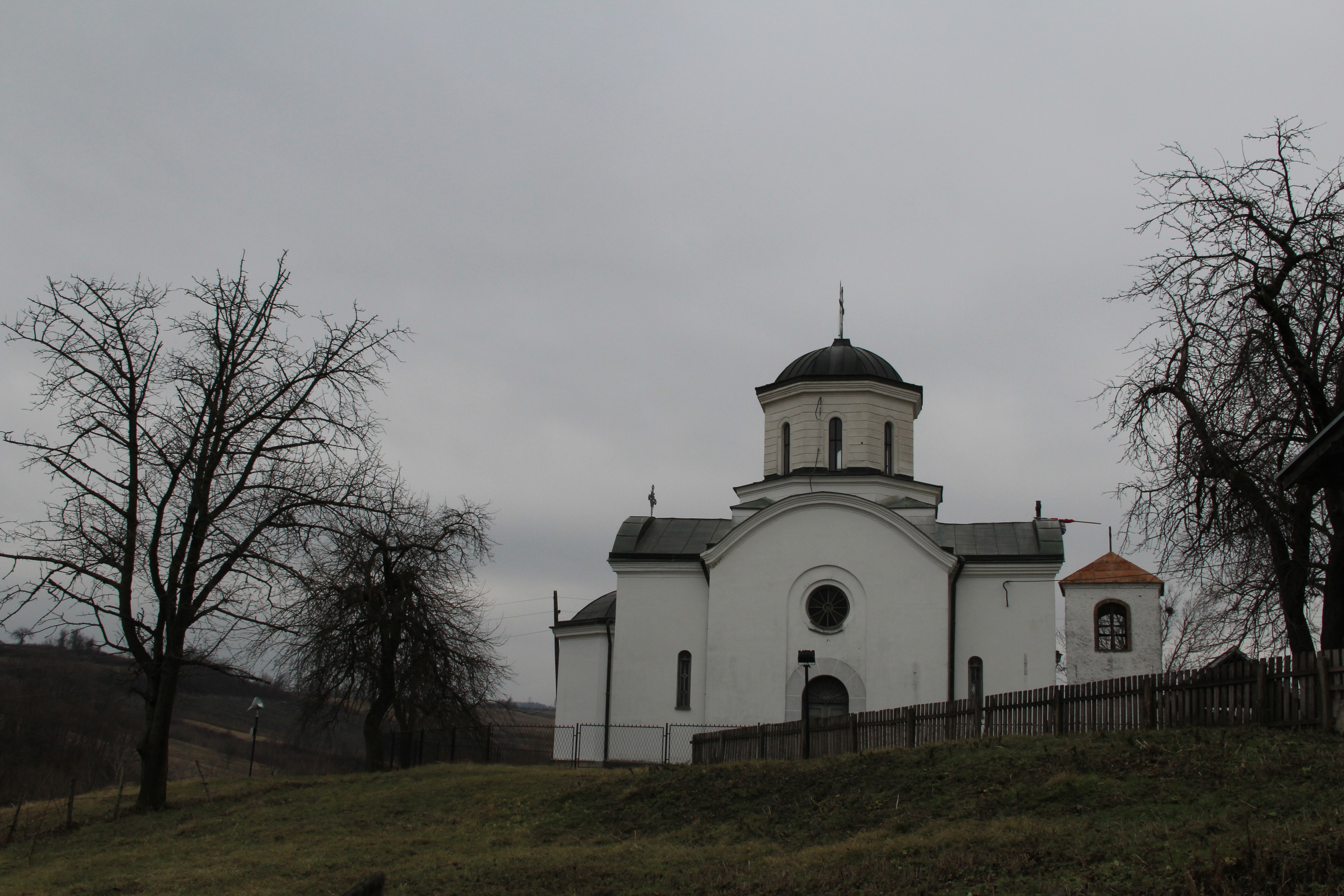
L'église de la Nativité-de-Saint-Jean-Baptiste
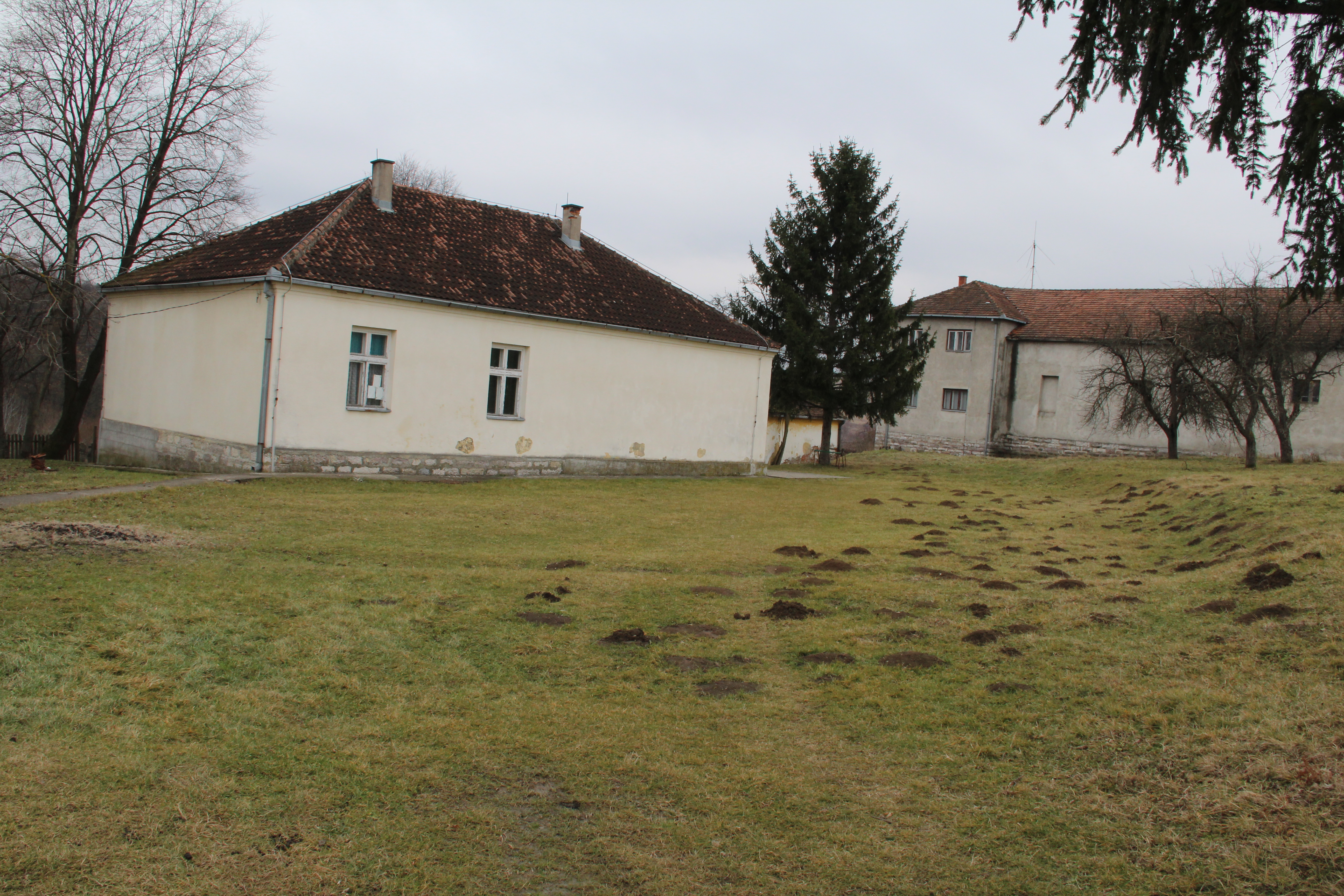
La vieille école de Paune
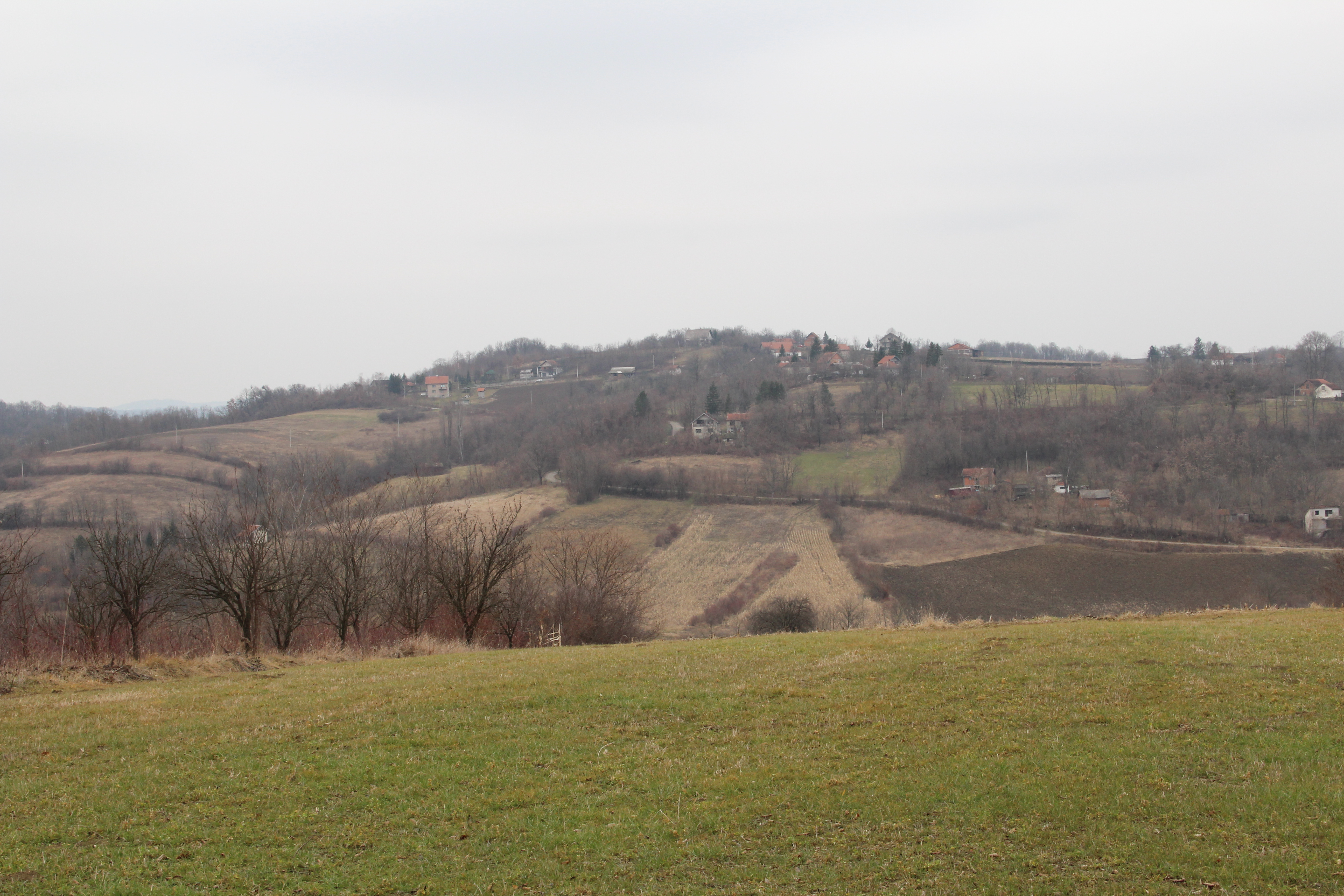
Vas Paune - panorama
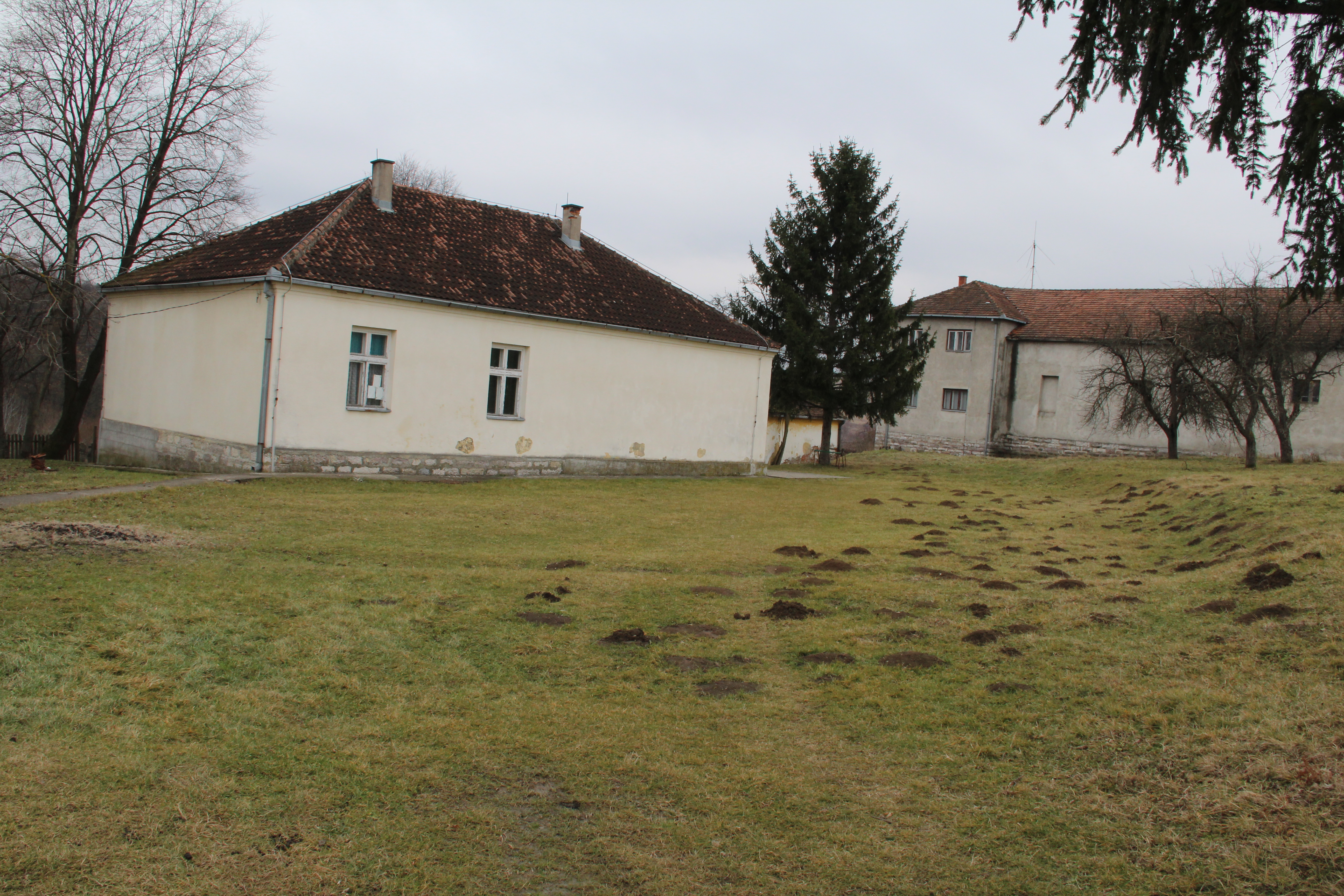
Vas Paune - stara šola
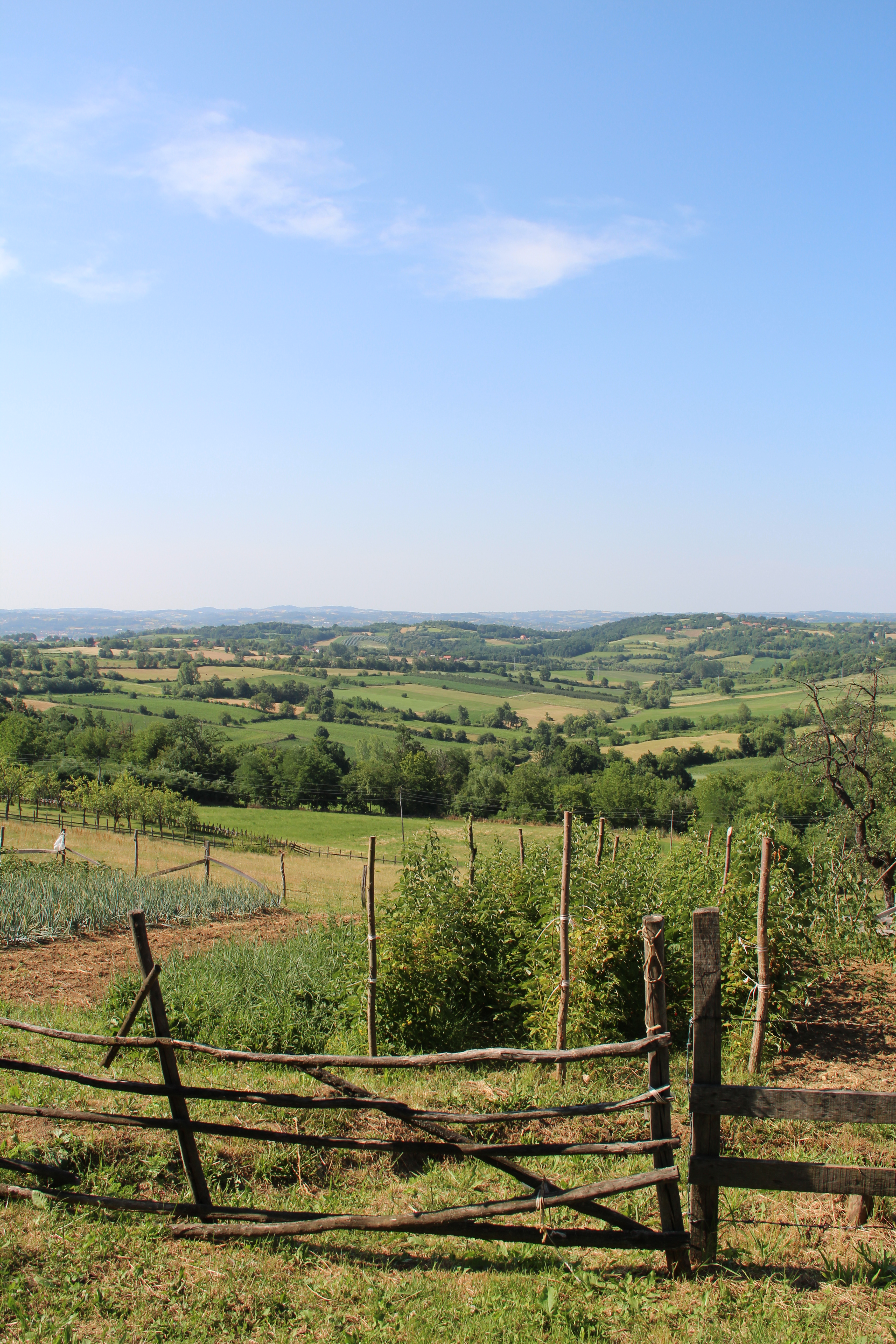
Paune - panorama
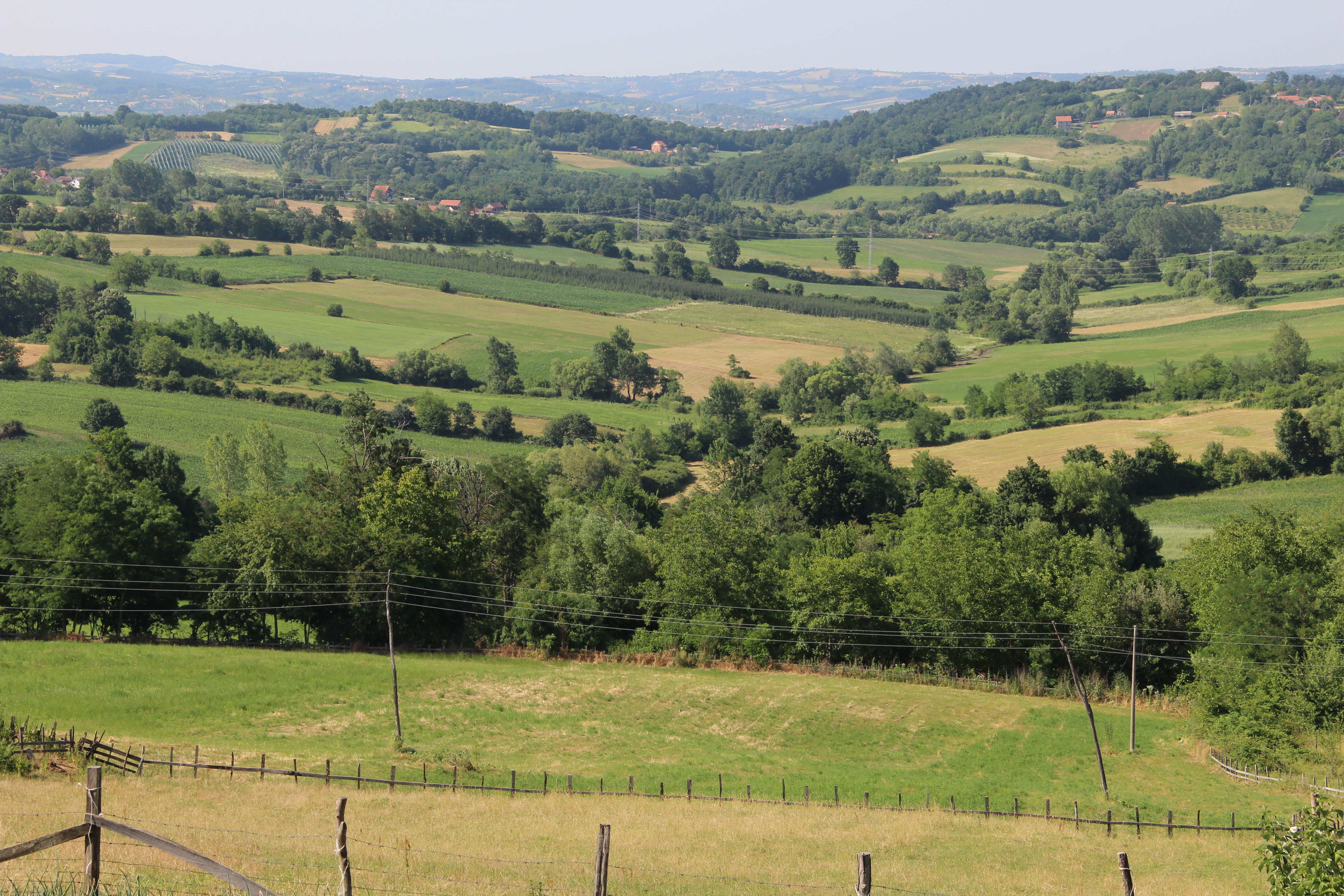
Paune - panorama
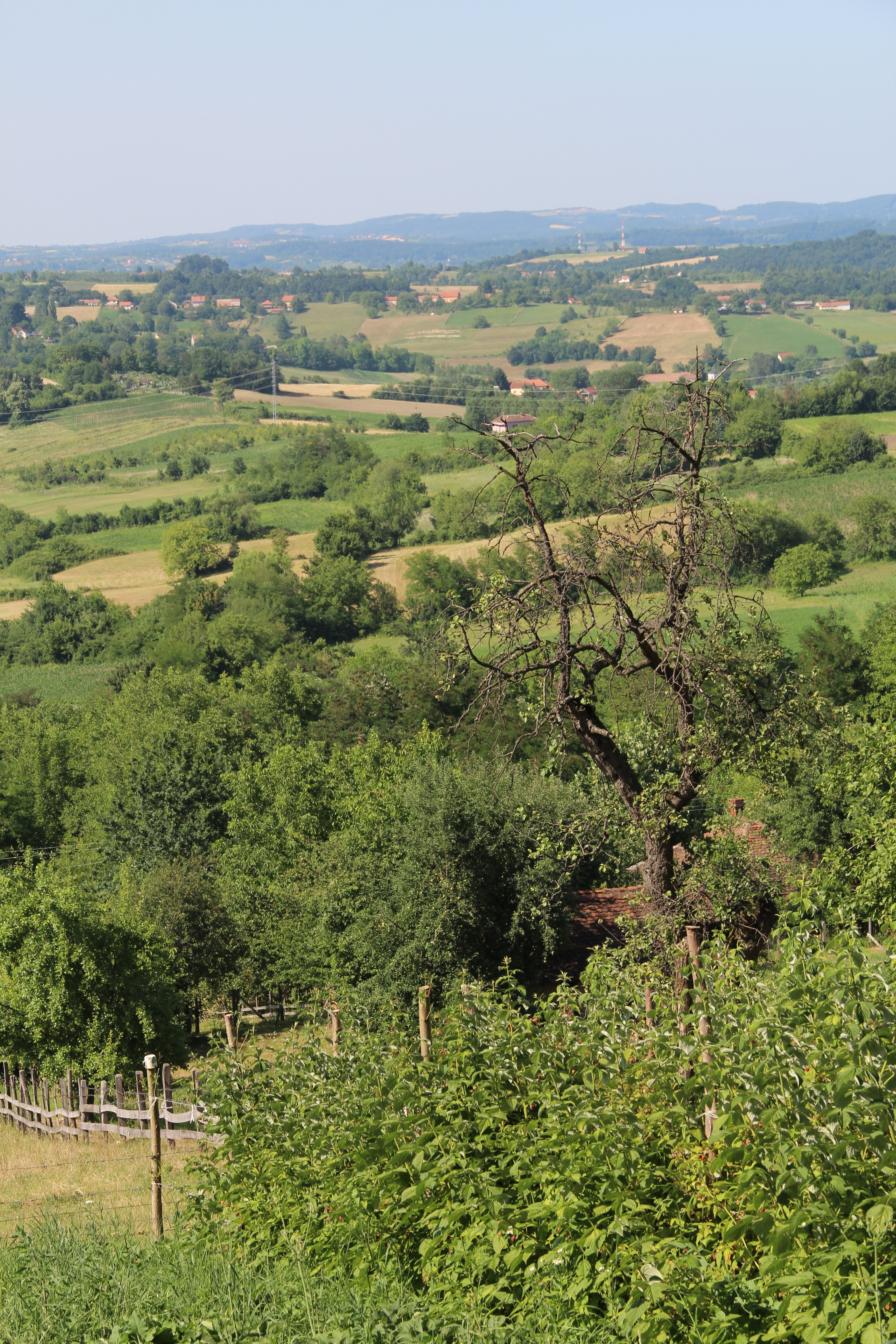
Paune - panorama
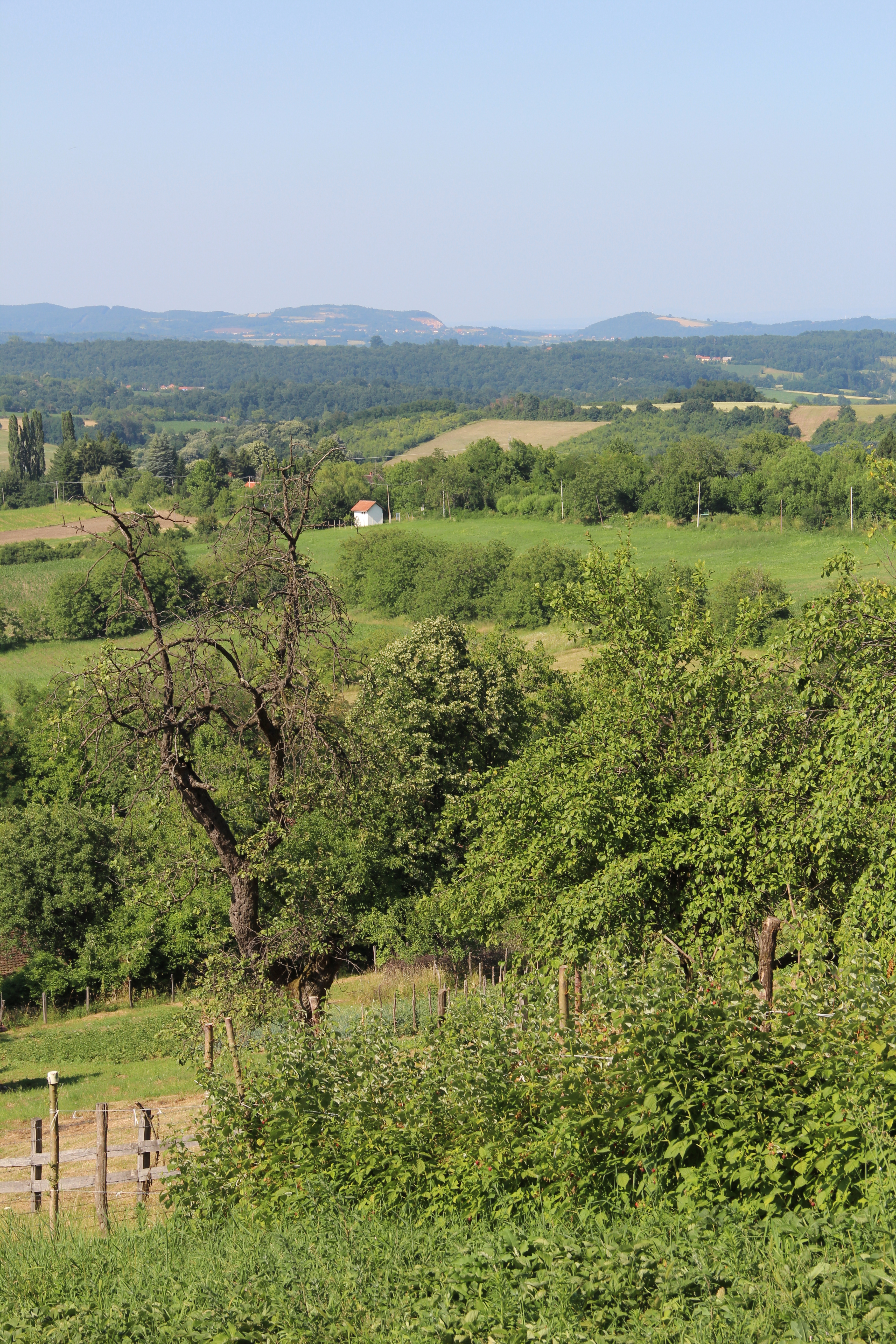
Paune - panorama
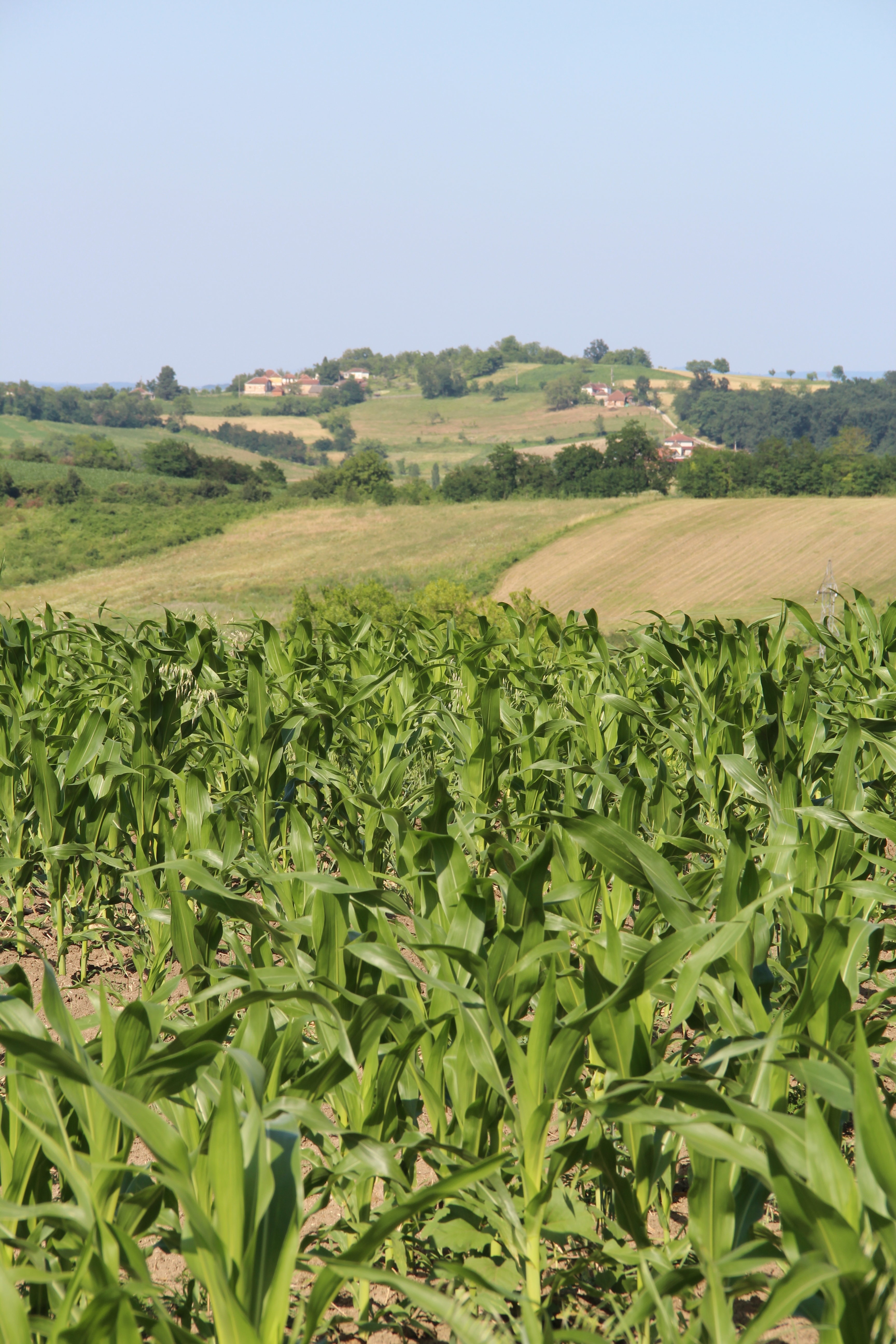
Paune - panorama
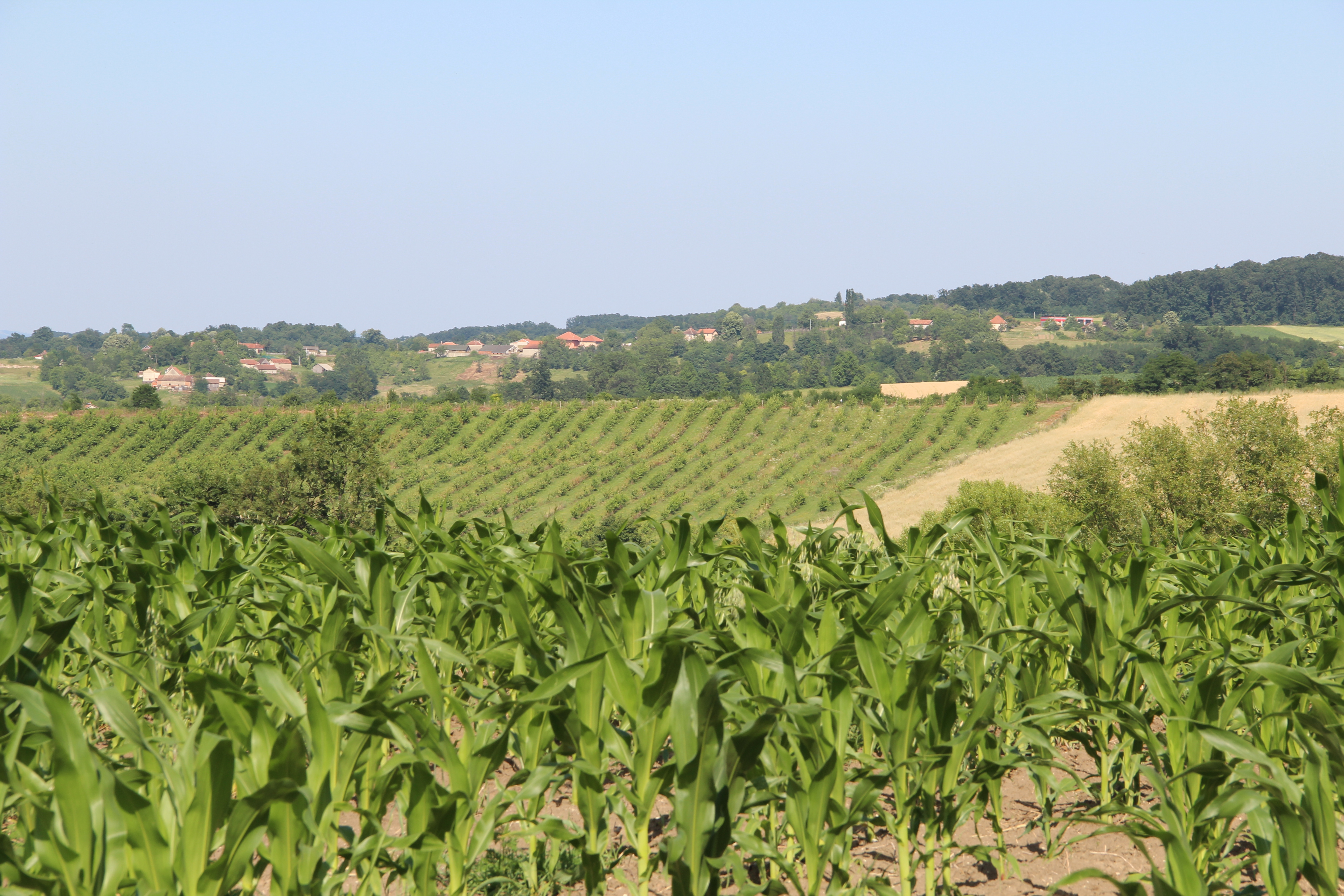
Paune - panorama

## Démographie
| 1948  | 1953  | 1961 | 1971 | 1981 | 1991 | 2002 | 2011 |
| ----- | ----- | ---- | ---- | ---- | ---- | ---- | ---- |
| 1 062 | 1 048 | 968  | 870  | 747  | 666  | 596  | 509  |

|  |